# Ōno Benkichi
Ōno Benkichi est un nom japonais traditionnel ; le nom de famille (ou le nom d'école), Ōno, précède donc le prénom (ou le nom d'artiste).
Ōno Benkichi (大野 弁吉, 1801-1870) est un pionnier de la photographie au Japon.